# 木の根団結砦撤去事件
木の根団結砦撤去事件（きのねだんけつとりでてっきょじけん）又は木の根決戦（きのねけっせん）とは、1987年11月24日から26日にかけて、新東京国際空港二期工事用地内の木の根地区に存在する革命的労働者協会（社会党社青同解放派）の反対拠点である木の根団結砦で機動隊と三里塚芝山連合空港反対同盟北原派を支援する活動家らが衝突し、同27日に新東京国際空港の安全確保に関する緊急措置法（現・成田国際空港の安全確保に関する緊急措置法、以下「成田新法」）に基づき砦が撤去された事件である。

## 概要
木の根団結砦は、1960年代に設置。
1970年7月から8月にかけては取り壊しなどの強硬手段に備えて30人程度を収容できる「地下要塞」も作られた。
成田開港直前の1978年5月16日には、成田新法の適用第1号として使用禁止処分が下っていたが、革労協は通告を無視してその後も使用を続けていた。
1987年11月16日、新東京国際空港公団が砦付近の買収済み用地で囲い込み作業を実施していたところ、活動家が砦の中から公団職員に向けて大型スリングショットで石を発射して妨害した。
これを受けて11月24日早朝に千葉県警機動隊が公務執行妨害容疑で木の根団結砦を家宅捜査しようとしたところ、反対同盟北原派を支援する革労協と共産同戦旗派の活動家6人が砦に立てこもり投石・火炎瓶・火炎放射器・飛翔弾で激しく抵抗した。機動隊は活動家の逮捕を試みたが抵抗が激しく、全員逮捕に3日を費やした。また団結砦周辺には北原派や中核派などからなる抗議グループ約300人が結集し、空港公団と千葉県警に抗議行動を行った。
最終日となった26日には、機動隊250人・放水車5台が動員されたほか、櫓の攻撃用に高所放水車2台が投入された。午後1時半ごろに活動家の1人が別の櫓に移ろうと地上におりた所を取り押さえられ、残りの活動家も櫓を降りて投降した。
3日間の攻防での逮捕者は7人、負傷者は機動隊員13人、テレビカメラマン1人、活動家2人。
砦は成田新法第3条8項に基づき除去処分が下されることとなり、成田新法制定直後に適用第1号（使用禁止命令）となっていた木の根団結砦は団結小屋撤去第1号となった。砦は翌27日に撤去された。
除去処分はもともと予定されていたものではなかったが、事件は成田新法の威力を知らしめる結果となった。